# Windpark Immenrode
Der Windpark Immenrode ist ein Windpark in der Feldmark der niedersächsischen Ortschaft Immenrode, einem Stadtteil von Goslar im Landkreis Goslar.

## Geschichte
Anfang 1998 bestand der Windpark Immenrode aus 4 Enercon E-40 mit je 500 kW. Ende 2002 kamen 2 Vestas V80 mit je 2 MW dazu.

### Repowering
Die Volkswind Vienenburg investierte rund 10 Millionen Euro in das erste Repowering im Jahre 2011. 3 neuere Vestas-Anlagen mit je 2 bis 3 MW waren ab 2011 der Ersatz für 2 der 4 Enercon E-40.
Im Rahmen eines weiteren Repowerings wurden die anderen beiden E-40 im Dezember 2017 durch eine neuere E-115 mit 3 MW ausgetauscht.

## Windkraftanlage Vienenburg
In der Nähe dieses Windparks in Vienenburg/Wennerode befindet sich eine zweiflüglige Lagerwey LW15 mit 75kW.
Errichtet wurde sie 1991 und ist noch immer in Betrieb (Stand: 2023).
Die Anlage steht auf dem Gelände des Ferienhofes in Wennerode, ihr Durchmesser beträgt 15,8 m.